# Luca Maestri
Luca Maestri (* 14. Oktober 1963 in Rom) ist ein italienischer Manager und war bis Ende 2024 Finanzvorstand von Apple. Er leitet die Corporate Services Teams bei Apple.

## Leben
Luca Maestri wurde in Rom geboren und besuchte dort die Schulen. Er absolvierte die Universität LUISS (Libera università internazionale degli studi sociali Guido Carli) in Rom und schloss als Bachelor of Economics ab. Später folgte ein Studium der Betriebswirtschaft an der Boston University, welches er als Master in Science of Management beendete.
Zu seiner beruflichen Laufbahn zählten Tätigkeiten im Finanzbereich von Fiat in Turin, dann General Motors, ab 2009 bei Nokia Networks und Xerox, wo er 2011 CFO wurde. Der Wechsel zu Apple erfolgte 2013. Nachdem er vorerst Vizepräsident für Finanzen war, wurde er 2014 Finanzvorstand (CFO) von Apple. In dieser Funktion verwaltete er nicht nur das beträchtliche Vermögen dieser Firma, sondern ist auch für das Controlling und die Beziehungen zu den Aktionären verantwortlich. Sein designierter Nachfolger ab 2025 ist Kevan Parekh.
Im April 2025 wurde in einem Artikel der New York Times herausgearbeitet, dass Luca Maestri durch Sparmaßnahmen das Aufholen Apples im KI-Wettrennen behindert habe.

## Weitere Tätigkeiten
- Principal Financial Group[3]
- Verwaltungsrat der Schweizer Firma Nestlé[1]

## Ehrung
2016: Die Universität LUISS Guido Carli als seine Alma Mater wählte ihn zum Alumnus des Jahres.